# Marc Eckō
Marc Eckō (ur. 29 sierpnia 1972 w Lakewood, w stanie New Jersey) – amerykański projektant mody, przedsiębiorca, inwestor oraz filantrop.
Zaczynał w połowie lat 80. od sprzedaży T-Shirtów. W 1993 roku złożył firmę odzieżową Eckō Unltd. Eckō znany jest ze swojego poparcia dla wolności wypowiedzi i wspierania nowojorskich graficiarzy.